# سعد عبد الأمير
سعد عبد الأمير الزرجاوي (مواليد 19 يناير 1992) لاعب كرة قدم عراقي. يجيد اللعب في مركز الوسط مع منتخب العراق الوطني .
خاض سعد عبد الأمير العديد من البطولات المهمة مع المنتخب العراقي . و مثل العراق على جميع الأصعدة من منتخبات فئات عمرية إلى المنتخب الأول . من أهم البطولات التي شارك بها كأس اسيا 2015 و منافسات كرة القدم في أولمبياد ريو دي جانيرو 2016 و كان قائدا للمنتخب الأولمبي العراقي فيها و أحرز هدف العراق الوحيد أمام جنوب افريقيا في مباراة التعادل 1-1 .
انتقل إلى نادي القادسية السعودي في عام 2015 و في مطلع عام 2017 انتقل إلى النادي الأهلي السعودي و في صيف 2017 أنتقل إلى نادي الشباب .

## روابط خارجية
- سعد عبد الأمير على موقع الاتحاد الدولي (مؤرشف)  (الإنجليزية)
- سعد عبد الأمير على موقع قاعدة بيانات كرة القدم.إي يو (الإنجليزية)
- سعد عبد الأمير على موقع ناشيونال فوتبول تيمز (الإنجليزية)
- سعد عبد الأمير على موقع Soccerway.com (الإنجليزية)
- سعد عبد الأمير على موقع كووورة
- سعد عبد الأمير على موقع أوليمبيديا (الإنجليزية)